# Platystoma pubescens
Platystoma pubescens is een vliegensoort uit de familie van de Platystomatidae. De wetenschappelijke naam van de soort is voor het eerst geldig gepubliceerd in 1845 door Loew.